# Hoa hậu Quốc tế 1969
Hoa hậu Quốc tế 1969 là cuộc thi Hoa hậu Quốc tế lần thứ 9, được tổ chức vào ngày 13 tháng 9 năm 1969 tại Nippon Budokan, Tokyo, Nhật Bản. 48 thí sinh tham gia cuộc thi năm nay. Hoa hậu Quốc tế 1968 Maria da Gloria Carvalho đến từ Brazil đã trao lại vương miện cho Valerie Holmes, đại diện của Anh Quốc.

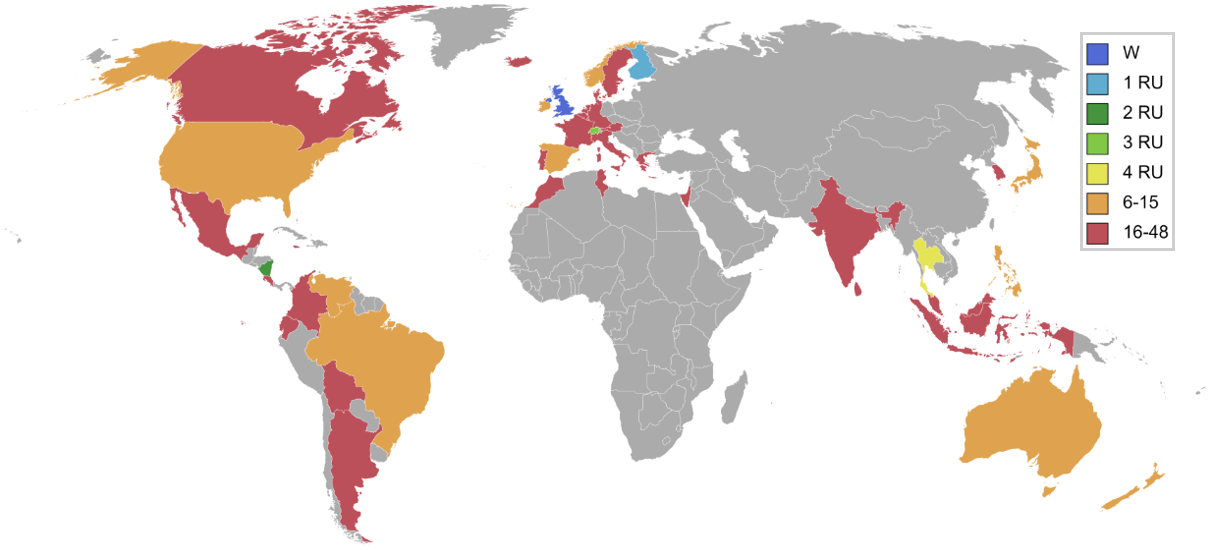
Các quốc gia và vùng lãnh thổ tham gia Hoa hậu Quốc tế 1969 và kết quả.

## Kết quả

### Thứ hạng
| Kết quả              | Thí sinh |
| -------------------- | --- |
| Hoa hậu Quốc tế 1969 | - Anh Quốc – Valerie Holmes |
| Á hậu 1              | - Phần Lan – Satu Charlotta Östring |
| Á hậu 2              | - Nicaragua – Maria Cuadra Lacayo |
| Á hậu 3              | - Thụy Sĩ – Jeanette Biffiger |
| Á hậu 4              | - Thái Lan – Usanee Phenphimol |
| Top 15               | - Úc – Janine Forbes - Brazil – Maria Alexandrino dos Santos - Ireland - Mary Kelly - Nhật Bản – Akemi Okemoto - New Zealand – Deirdre Bruton - Na Uy – Ingeborg Marie Sorensen - Philippines – Margaret Orbe Montinola - Tây Ban Nha – Mery de Lara Caballero - Hoa Kỳ – Gayle Kovaly - Venezuela – Cristina Keusch Pérez |

### Các giải thưởng đặc biệt
| Giải thưởng        | Thí sinh                            |
| ------------------ | ----------------------------------- |
| Hoa hậu Thân thiện | - Luxembourg – Mireille Colling     |
| Hoa hậu Ảnh        | - Phần Lan – Satu Charlotta Östring |

## Thí sinh tham gia
Cuộc thi năm nay quy tụ 48 thí sinh:
| - Argentina - Graciela Eva Arévalo - Úc - Janine Forbes - Áo - Crystl Holler - Bỉ - Josyjane Minet - Bolivia - Erika Kohlenberger - Brazil - Maria Lúcia Alexandrino dos Santos - Anh Quốc - Valerie Holmes - Canada - Nancy Wilson - Ceylon - Shirline Clara Perera - Colombia - Laura Fabiola Pimiento Barrera - Costa Rica - Sonia Kohkemper - Đan Mạch - Gitte Broge - Ecuador - Alexandra Swanberg - Phần Lan - Satu Charlotta Östring - Pháp - Sophie Yallant - Đức - Brigitta Komorowski - Hy Lạp - Rea Nikolaou - Guam - Mercedes Rosario Rubic - Hà Lan - Els van der Kolk - Hồng Kông - Cecile McSmith - Iceland - Helen Knutsdóttir - Ấn Độ - Wendy Leslie Vaz - Indonesia - Irma Hardisurya - Ireland - Mary Kelly | - Israel - Sara Dvir - Ý - Juliana Lamberti - Jamaica - Audrey Dell - Nhật Bản - Akemi Okemoto - Hàn Quốc - Kim Yoo-kyoung - Luxembourg - Mireille Colling - Malaysia - Pauline Chai Siew Phin - Malta - Rose Barpy - Mexico - Ana Maria Magaña - Maroc - Rahima Hachti - New Zealand - Deirdre Bruton - Nicaragua - Maria Margarita Cuadra Lacayo - Na Uy - Ingeborg Marie Sorensen - Philippines - Margaret Rose "Binky" Orbe Montinola - Bồ Đào Nha - Maria Isabela Rosa Pinho - Tây Ban Nha - Mery de Lara Caballero - Singapore - Jenny Serwan Wong - Thụy Điển - Bodil Jensen - Thụy Sĩ - Jeanette Biffiger - Tahiti - Dominique Viloria Poemoana - Thái Lan - Usanee Phenphimol - Tunisia - Rekaia Dekhil - Hoa Kỳ - Gayle Kovaly - Venezuela - Cristina Keusch Pérez |

## Chú ý

### Lần đầu tham gia
- Anh Quốc
- Jamaica
- Malta

### Trở lại
| - Lần cuối tham gia vào năm 1960: - Bồ Đào Nha - Tunisia - Lần cuối tham gia vào năm 1963: - Maroc | - Lần cuối tham gia vào năm 1967: - Guam - Iceland - Mexico |

### Bỏ cuộc
| - Trung Quốc - Cộng hòa Dân chủ Congo - Anh - Puerto Rico - Scotland | - Nam Phi - Thổ Nhĩ Kỳ - Uruguay - Wales - Nam Tư |